# Paul Laverty
Paul Laverty (Calcuta, India, 1 de abril de 1957) es un abogado y cineasta escocés. Es escritor habitual de los guiones de las películas de Ken Loach. Fruto de esa colaboración son las 2 Palmas de Oro por El viento que agita la cebada y Yo, Daniel Blake. La productora Rebecca O'Brien es asimismo un miembro habitual de este equipo de trabajo.

## Primeros años
Paul Laverty nació en Calcuta, India, de una madre irlandesa y un padre escocés. Estudió Filosofía en la Pontificia Universidad Gregoriana de Roma. A continuación estudió Derecho en la Escuela de Leyes de Strathclyde, en Glasgow.
A mediados de la década de los 80 del siglo XX viajó a Nicaragua, donde vivió durante casi tres años. Trabajó para una organización local de derechos humanos, donde recopiló al respecto pruebas sobre los combates entre sandinistas y los contras.Todas las principales organizaciones de derechos humanos, incluidas Amnistía Internacional y Americas Watch, acusaron a los contras respaldados por Estados Unidos de abusos sistemáticos contra civiles nicaragüenses. Viajó a las zonas de guerra y obtuvo testimonios corroborados de testigos oculares que fueron transmitidos a organizaciones internacionales de derechos humanos. Cumpliendo las mismas funciones viajó a El Salvador, durante la guerra civil y a Guatemala.
Sus intereses en los asuntos de América Latina continuaron mucho más tarde con largos viajes de investigación a Chiapas en México, y a lo largo de la frontera entre Estados Unidos y México, concentrándose en Ciudad Juárez.

## Como guionista
Tras su paso por Centroamérica, Laverty conoció a Ken Loach, para el cual escribió Carla's Song (en español, La canción de Carla), su primer guion. La película fue protagonizada por Robert Carlyle. La colaboración se repitió en My Name is Joe (en español, Mi nombre es Joe) por la cual Peter Mullan recibió la palma al mejor actor del Festival de Cannes de 1998. Bread and Roses (en español Pan y rosas), basada en las experiencias de los trabajadores emigrantes, se filmó en Los Ángeles, y tiene a Adrien Brody como protagonista. El siguiente trabajo de Laverty fue Felices dieciséis, que ganó el premio al mejor guion en el Festival de Cannes de 2002.
En 2005, Loach y Laverty trabajaron en El viento que agita la cebada que trata sobre la guerra de Independencia irlandesa a principios de los años 1920. La cinta recibió la Palma de Oro en el Festival de Cannes de 2006. Sus más recientes trabajos estrenados son Buscando a Eric, una comedia protagonizada por el exfutbolista francés Éric Cantona, y Route Irish, que trata sobre las consecuencias de la guerra de Irak en las fuerzas mercenarias contratadas por los ejércitos británico y estadounidense.

## Como actor
Aparece en el reparto de Tierra y libertad (Land and Freedom) (1995) de Ken Loach.

## Filmografía
- El viejo roble de 2023.
- Sorry We Missed You de 2019.
- Yuli de 2018.
- Yo, Daniel Blake de 2016, premio Palma de Oro.
- El olivo de 2016.
- Jimmy's Hall de 2014.
- La parte de los ángeles (The Angels' Share) de 2012.
- También la lluvia de 2010.
- Route Irish de 2010.
- Looking for Eric de 2009.
- En un mundo libre de 2007.
- El viento que agita la cebada de 2006, premio Palma de Oro.
- Cargo de 2006.
- Tickets de 2005.
- Ae Fond Kiss... de 2004.
- 11'09"01 - September 11 de 2002. Segmento sobre el Reino Unido.
- Felices dieciséis de 2002, premio al mejor guion en el Festival de Cannes.
- Pan y rosas de 2000.
- Mi nombre es Joe de 1998.
- La canción de Carla de 1996.

## Premios y distinciones
Festival Internacional de Cine de Cannes
| Año  | Categoría   | Película      | Resultado |
| ---- | ----------- | ------------- | --------- |
| 2002 | Mejor Guion | Sweet Sixteen | Ganador   |

Festival Internacional de Cine de Venecia
| Año  | Categoría                    | Película          | Resultado |
| ---- | ---------------------------- | ----------------- | --------- |
| 2007 | Premio Osella al mejor guion | En un mundo libre | Ganador   |

Festival Internacional de Cine de San Sebastián
| Año  | Categoría                        | Película | Resultado |
| ---- | -------------------------------- | -------- | --------- |
| 2018 | Premio del jurado al mejor guion | Yuli     | Ganador   |

Medallas del Círculo de Escritores Cinematográficos
| Año  | Categoría            | Película          | Resultado |
| ---- | -------------------- | ----------------- | --------- |
| 2010 | Mejor guion original | También la lluvia | Ganador   |

## Vida personal
Laverty mantiene una relación con la directora de cine y actriz española Icíar Bollaín, desde 1995, tras conocerse en el rodaje de Tierra y libertad (1995), de Ken Loach. La pareja vive en Edimburgo con sus tres hijos.